# Ponte Gemarrin
Il Ponte Gemarrin è un ponte romano nelle vicinanze dell'antica città di Bosra, nel sud della Siria. Questa opera, che apparteneva alla strada romana di Soada Dionysias (As-Suwayda), attraversava il Wadi Zeidi pochi chilometri a nord di Bosra.
Della struttura rimane lo scheletro di un arco: infatti, mentre esistono ancora i tre archi semicircolari realizzati in basalto locale, la strada e la tamponatura invece sono stati rimossi per lasciare allo scoperto la parte superiore delle volte dell'arco.